# マイク・ブルーワー
マイク・ブルーワー（Mike Brewer、1964年8月28日 - ）は、イギリスの自動車ディーラーであり、モータースポーツのテレビ番組の司会者である。2021年現在は、ディスカバリーチャンネルでマーク”エルヴィス”プリーストリー(シーズン17より)と一緒に『名車再生!クラシックカー・ディーラーズ』に出演している。以前の共同司会者は、エド・チャイナ(シーズン1 - 13)およびアント・アンステッド(シーズン14 - 16)。

## 経歴

### 番組開始以前
1964年、ロンドンのランベス区でロジャー・ウィルクスとドリーン・フィッツジェラルドの間で生まれた。彼の父のロジャーは、一時「ピンボールの魔法使い」と呼ばれたフォード・ポピュラーのオーナーであり、車のカスタマイズに深く関わっていたため、ブルーワーはモーターサイクルへの情熱を見いだした。彼が最初に購入した車はベージュのミニ850ccだった。

### テレビでのキャリア
出演テレビ番組には、チャンネル4の『Driven』、『Deals on Wheels』、『Pulling Power』、『Wrecks to Riches』、『Auto Trader』、『Wheeler Dealers』、『Wheeler Dealers Trading Up』などがある。『Driven』と『Pulling Power』を除いて、すべてディスカバリーチャンネルの番組である。
車を改造した『Revved Up』と呼ばれるシリーズに出演し、Sky Sportsでブリティッシュ・ラリー選手権のカバレッジを紹介している。また、遠隔操作のミニカー、ボート、飛行機、ヘリコプターを持った人々がマルチチャレンジレースで競い合う『リモート・マッドネス』という番組にも出演している。
2002年には、BBC『トップ・ギア』の制作再開に伴い、司会者の一人としてのオファーがあったという。元々は前述の『Driven』の成功を受け、同番組で共演していたジェームズ・メイが『トップ・ギア』に移籍することが決まったことに伴うもので、実際にスクリーンテストまで受けたというが、そのテストでジェレミー・クラークソンと口論になったこと、また番組スタイルが『Driven』の模倣ともいえるもので新鮮味を感じなかったことから、結局そのオファーを断った、と後に明らかにしている。
2010年には方向性を変え、ディスカバリーチャンネルの新シリーズ『Frontline Battle Machines』の前座を務め、アフガニスタンへと赴き、最前線の部隊に同行し、電動化された機器の使用方法を紹介した。 だがある時、彼の乗るヘリコプターが敵の対地砲火を受け、パイロットが頭部を負傷、油圧ラインも損傷して不時着を余儀なくされた。

### クラシックカー・ディーラーズ
2003年10月、ブルーワーはディスカバリーチャンネルに雇われ、『名車再生!クラシックカー・ディーラーズ』と題した新しいモータースポーツ番組を制作することになった。この番組は、廃車寸前の中古車を修理して販売する工程を紹介するもので、共同司会者・兼メカニックとしてエド・チャイナを起用した。番組は放送されるとすぐに人気番組となり、15年以上放送されている長寿番組にもなっている。インタビューで人気の理由を聞かれ「初心に忠実だからだと僕は思っています」。また他の自動車番組は派手な改造を施すのがメインであるが、この番組はオリジナルの状態に戻す（レストア）に重きを置いているが、「車を選び、愛情、そして、情熱を持って車を再生しています。この、純粋に車が好き、という感情が視聴者に受け入れられ、番組の人気につながっていると僕は思います」と答えている。
2013年にはスピンオフ番組『名車再生!マイクのワールドツアー』が制作された。この番組では、ブルーワーが車の転売を繰り返し、最終的にスーパーカーを手に入れるという目標を達成するために、世界中を旅して様々な車を売買する姿が描かれた。
2017年、番組制作の変更に伴い、エド・チャイナは共同ホストを辞任し、アント・アンステッドが後任となった。
2020年1月、ディスカバリーチャンネルでスピンオフシリーズ『名車再生!ドリームカー大作戦』が初放送された。ブルーワーと元フォーミュラ1メカニックであるマーク”エルヴィス”プリーストリーは、車の所有者が夢の車を手に入れるために、不要な車を下取りに出すのを手助けするという番組である。
2020年11月、アント・アンステッドは共同ホストを辞任し、『名車再生!ドリームカー大作戦』でレストアを担当したマーク”エルヴィス”プリーストリーが後任となった。

## 人物

### ビジネスキャリア
ディーラーに入社して経験を積むが、1997年頃から前にテレビ出演が仕事の中心となる。
テレビでの活躍に加えて、ブルーワーは現在も自動車業界で活躍しており、2012年には自身の店であるMike Brewer Motorsをイギリスにオープンさせ、自動車ディーラー業を再開させている。月に600台以上販売しており、従業員数は150名を超える。また、イギリスで唯一の中古車販売店向けの年間アワードを立ち上げている。

### 私生活
ブルーワーは、レースライセンス、上級運転免許、ワールドスピードライセンスなど、いくつかの上級ライセンスを持っており、世界のスピードイベントに出場することができる。
既婚者であり、妻のミッシェルと結婚している。娘が一人おり、家族はウォリックシャーに住んでいる。
運転中に聴いている音楽は、ポール・ウェラー、ボブ・マーリー、フランク・シナトラ。

### 表彰と栄誉
2000年10月25日、ボルボ・S60 T5で24時間耐久ランドスピードの新記録を樹立した。
2004年、ロイヤル・テレビジョン・ソサエティ・ミッドランド・センター賞の「ベスト・イン・ビジョン・パーソナリティ」を受賞した。

## 出演番組

### テレビ番組
| 年        | 番組名                                | 役割   | 放送局                   |
| --------- | ------------------------------------- | ------ | ------------------------ |
| 1997-2001 | Deals on Wheels                       | 司会者 | Channel 4                |
| 1997-2002 | Pulling Power                         | 司会者 | ITV1                     |
| 1999      | Driven                                | 司会者 | Channel 4                |
| 2003-     | 名車再生!クラシックカー・ディーラーズ | 司会者 | ディスカバリーチャンネル |
| 2009      | Auto Trader                           | 司会者 | ディスカバリーチャンネル |
| 2010      | 名車再生！あの車は今                  | 司会者 | ディスカバリーチャンネル |
| 2013-     | 名車再生！マイクのワールドツアー      | 司会者 | ディスカバリーチャンネル |
| 2013      | 名車再生!Top5                         | 司会者 | ディスカバリーチャンネル |
| 2020-     | 名車再生!ドリームカー大作戦           | 司会者 | ディスカバリーチャンネル |
| 2020      | マイクの深掘りクルマワールド          | 司会者 | ディスカバリーチャンネル |
| 2020      | 決定!世界最高の車                     | 司会者 | ディスカバリーチャンネル |

「オーバーホール 改造車の世界」、「クラシックカー・コレクション」にゲスト主演回有り

## 著作
- Mike Brewer's The Wheeler Dealer Know How!, Veloce Publishing, 2013, ISBN 9781845844899